# Дієцезія Рурмонд
51°11′47″ пн. ш. 5°59′04″ сх. д. / 51.196518° пн. ш. 5.984506° сх. д.
Дієцезія Рурмонд (лат. Dioecesis Ruremundensis ) - дієцезія римо-католицької церкви в Нідерландах. Заснована 12 травня 1559 року, у 1801 році була ліквідована, 1853 відновлена.
Розташована на півдні країни. Кафедра єпископа і кафедральний собор святого Христофора знаходиться в місті Рурмонд.
Обіймає площу 2 209 км². Налічує понад мільйон вірних, 331 парафію.